# Lamborghini Temerario
Lamborghini Temerario (LB634) — це спортивний автомобіль від італійського виробника спортивних автомобілів Lamborghini, який замінив Huracán. 

## Назва

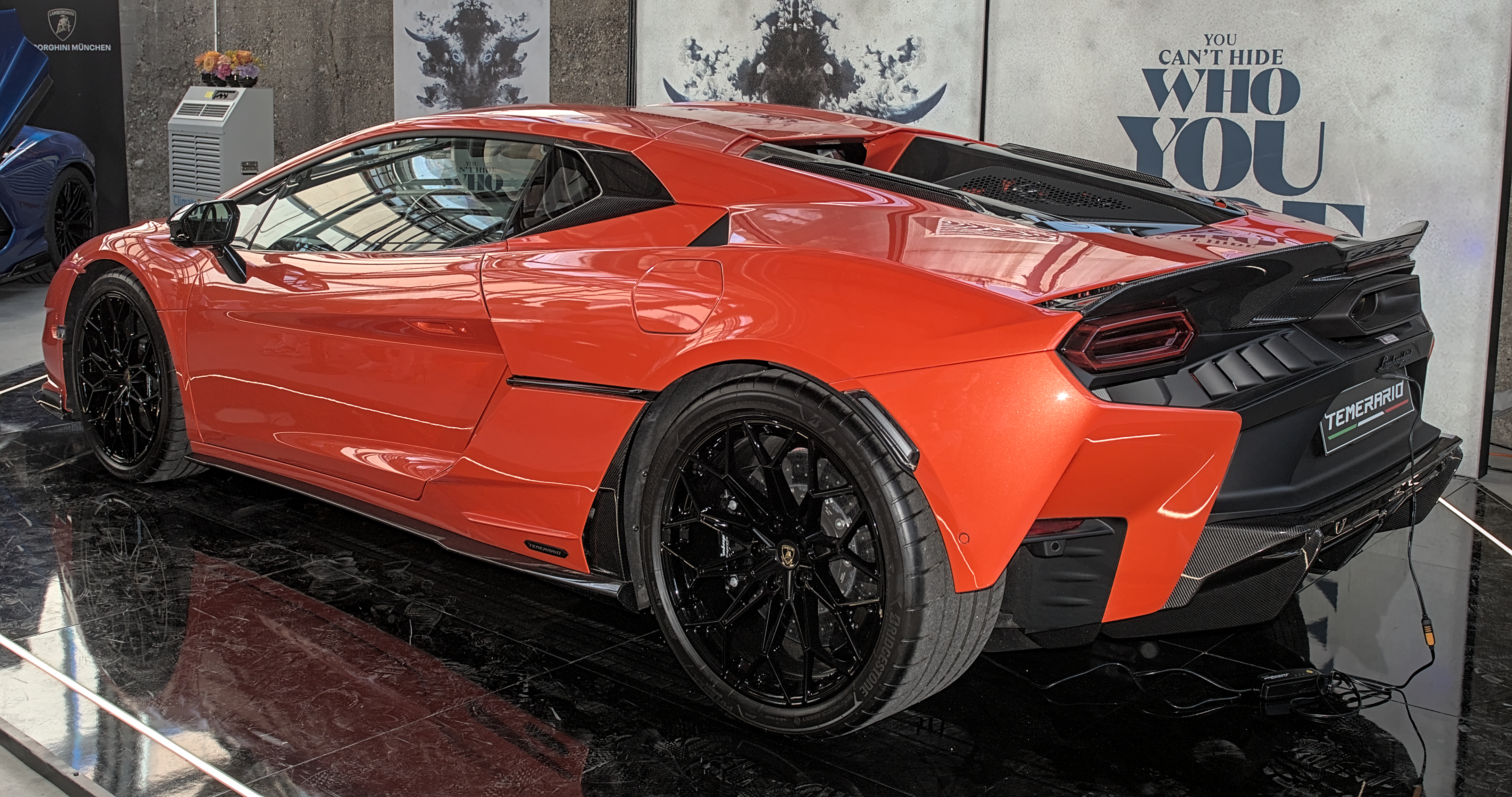

Lamborghini зареєструвала назву "Temerario" в різних юрисдикціях.  Зазвичай моделі автомобілів Lamborghini називають на честь історичних іспанських бойових биків.

## Двигун і мотори
Двигун 4.0L L411 twin-turbo V8 з плоскою площиною крутить 730 Нм (4000–7000 об/хв) і 800 к.с. Електродвигун між двигуном і коробкою передач має 300 Нм і 110 кВт (150 к.с.) при 3500 об/хв.  Є ще два електродвигуни на передній осі.

## КПП
Temerario використовуватиме адаптовану версію трансмісії Revuelto. Коробка передач поперечна і встановлена позаду двигуна.